# Jan Zubryckyj
Jan Zubryckyj (* 21. listopadu 1954 Rychnov nad Kněžnou) je český písničkář. Do 15 let věku žil v Solnici. Od sedmi let hrál na klavír, později na kytaru. Narodil se v křesťanské rodině z Církve adventistů sedmého dne. Z této církve byl ale vyloučen pro rozpory ve výkladu vyznání víry. Většina jeho písní má duchovní podtext. V roce 1988 se přihlásil do soutěže písničkářů O ptáka Noha (vyhlašovali ji Jan Burian či Vladimír Merta), ve které zvítězil. V 90. letech hrával méně, debutové album vydal až v roce 2002. Je členem volného sdružení „osamělých písničkářů“.
Před rokem 1989 pracoval jako projektant, mistr a stavbyvedoucí HSV a PSV, v 90. letech 20. století podnikal ve stavebnictví.

## Diskografie
- Když andělé neberou, Indies Records, 2002
- Tichý telegraf, AghaRTA JAZZ CENTRUM, 2005
- Podobojí, Indies MG Records, 2008